# Monok
Monok Borsod-Abaúj-Zemplén vármegyei község, amely elsősorban neves szülöttjéről, Kossuth Lajosról ismeretes. A település a Tokaj-hegyaljai Történelmi Borvidék és a világörökség részét képezi.

## Fekvése
Monok a történelmi Zemplén vármegyében, a Eperjes–Tokaji-hegység déli részén, Szerencstől északnyugati irányban 12 kilométerre található. A Zempléni-hegységhez két földtanilag különálló egység csatlakozik, északon a Vilyvitányi-röghegy, délen pedig a Szerencsi-dombvidék. A hegyek ölelésében a Szerencsi-dombság lankás tája oltalmában fekszik a település. Az említett dombság a Hernád folyó és a Tokaji-hegység déli része között terül el és öt észak-déli irányú vonulatra tagolódik. A dombvidék központi része Monok környezetében található. A meglehetősen magasnak számító kiemelkedések zártak és felszínük erdővel fedett. 337 méteres tengerszint feletti magassággal a dombvidék második vonulatának tagja, a Nyírjes tekinthető a térség legmagasabb pontjának. Az ettől alacsonyabban fekvő lankákon korszerű mezőgazdasági termelés zajlik. A gazdák leginkább szántóföldi kultúrák és borszőlő termelésével foglalkoznak, amihez a terület természeti adottságai ideális feltételeket biztosítanak.
A közvetlenül határos települések: északkelet felől Golop, kelet felől Tállya, délkelet felől Ond (Szerencs része), dél felől Bekecs és Legyesbénye, délnyugat felől Megyaszó, nyugat felől Szentistvánbaksa és Nagykinizs, északnyugat felől pedig Hernádkércs és Felsődobsza. A legközelebbi városok: Abaújszántó (11 km) és Szerencs (12 km).

### Megközelítése
Csak közúton érhető el, Legyesbénye/Bekecs vagy Golop érintésével, mindkét irányból a 3711-es úton. Határszélét délnyugaton érinti még a 3702-es út is.
Miskolc felől a 37-es főúton lehet megközelíteni, ami közvetlen kapcsolatot biztosít az M30-as és az M3-as autópályákkal.
Menetrend szerinti autóbusszal Szerencsről közelíthető meg, a 3860-as járattal.

## Története

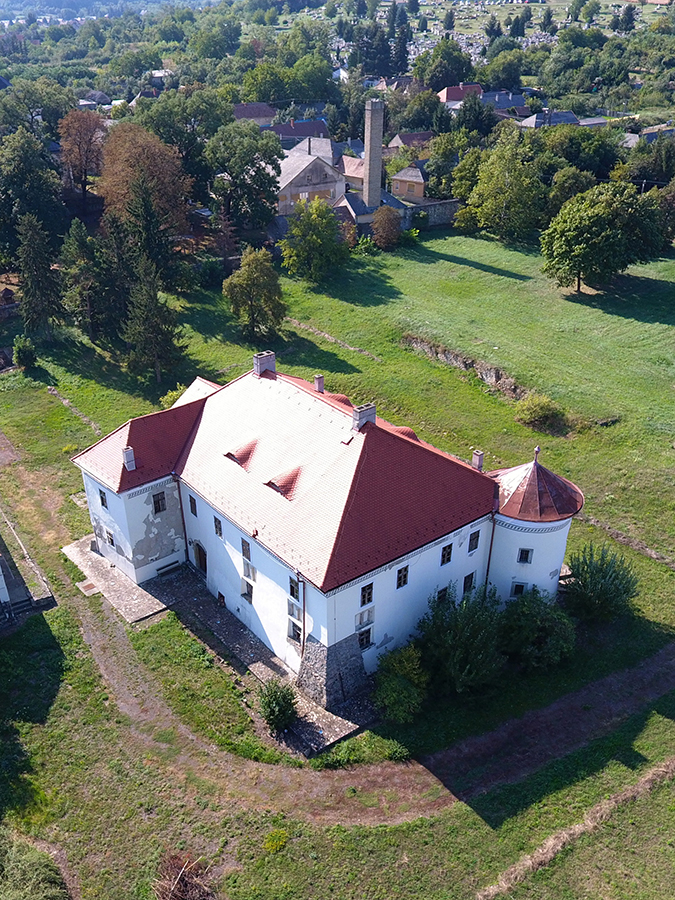
A Monaky-kastély légi felvételen

Monok neve a szerzetest jelentő szláv monoh szóból ered.
Az azonban bizonytalan, hogy a település honfoglalás kori alapítású vagy csak a tatárjárás után hozták létre. Monokot 1273-ban kapták meg a Bogátradvány nemzetségből származó Lúciak, akik ezt követően a faluról Monakyaknak nevezték magukat. A 13. század végén Monok már biztosan létezett, birtokosai fontos nemesi családnak számítottak.
A török korban Monok sem kerülhette el sorsát. Hasszán temesvári pasa 1567-es hadjárata során a törökök felégették a falut, az 1567-es adóösszeírás pusztaként említi. A 16. század végére a falu újra benépesült a Monakyak pedig a felemelkedés útjára léptek. Azonban a felemelkedés csupán rövid tündöklés volt, mivel 1643-ban Monaky János halálával férfiágon kihalt a dinasztia. Ekkor Monaky Anna házasságot kötött gróf Andrássy Mátyással, így a település az Andrássy család tulajdonába került. Az Andrássyak felújíttatták a kiskastélyt, de csak rövid ideig használták. A nemesi rang kiérdemlése ugyanis lehetővé tette számukra, hogy a szomszédos domboldalon egy újabb és nagyobb méretű kastélyt építtessenek.
Ez egy barokk stílusban emelt palota volt, ami a későbbi klasszicista átalakítás során nyerte el napjainkban is megcsodálható formáját. A kastély sokáig a nemesi kulturális élet egyik központja volt, azonban gróf Andrássy György 1881-ben bekövetkezett halála után a pazar kastély hosszú időre gazdátlanul maradt. A család már nem tartott igényt a kastélyra, ezért örököse, gróf Andrássy Dénes a Gyermekvédő Ligának ajándékozta és benne általános iskolát alakítottak ki. Azóta a települést egyetlen család sem birtokolja, az Andrássy-kastély pedig napjainkban kulturális célokat szolgál.

## Közélete

### Polgármesterei
- 1990–1994: Kovács Béláné Apjok Klára (független)[4]
- 1994–1998: Csordás Ferenc (független)[5]
- 1998–2002: Csordás Ferenc (független)[6]
- 2002–2006: Csordás Ferenc (Zempléni Településszövetség)[7]
- 2006–2010: Szepesi Zsolt László (független)[8]
- 2010–2014: Demeterné Bártfay Emese (Fidesz–KDNP)[9]
- 2014–2019: Demeterné Bártfay Emese (Fidesz–KDNP)[10]
- 2019–2024: Bártfay Emese (Fidesz–KDNP)[11]
- 2024– : Bártfay Emese (Fidesz–KDNP)[1]

## Népesség
A település népességének változása:
| Lakosok száma | 1700 | 1665 | 1631 | 1489 | 1426 | 1416 | 1407 |
|               | 2013 | 2014 | 2015 | 2021 | 2022 | 2023 | 2024 |

2001-ben a település lakosságának 93%-a magyar, 7%-a cigány nemzetiségűnek vallotta magát.
A 2011-es népszámlálás során a lakosok 80,6%-a magyarnak, 8,5% cigánynak, 0,2% németnek mondta magát (19,4% nem válaszolt; a kettős identitások miatt a végösszeg nagyobb lehet 100%-nál). A vallási megoszlás a következő volt: római katolikus 61,2%, református 9,5%, görögkatolikus 1,6%, evangélikus 0,4%, felekezeten kívüli 5,5% (21,1% nem válaszolt).
2022-ben a lakosság 90%-a vallotta magát magyarnak, 10,2% cigánynak, 0,2% ruszinnak, 0,1-0,1% németnek, lengyelnek, görögnek, ukránnak és örménynek, 1,5% egyéb, nem hazai nemzetiségűnek (10% nem nyilatkozott; a kettős identitások miatt a végösszeg nagyobb lehet 100%-nál). Vallásuk szerint 56,2% volt római katolikus, 9,5% református, 1,8% görög katolikus, 0,8% egyéb keresztény, 0,6% evangélikus, 0,1% izraelita, 3,4% felekezeten kívüli (26,7% nem válaszolt).

## Hagyományai
- Monok búcsújáró hely is és ezért minden év szeptemberének második vasárnapján kerül megrendezésre a Kálvária-búcsú, melyre sok zarándok érkezik.

## Látnivalók
- Kossuth Lajos szülőháza
- Andrássy-kastély
- Monaky-kastély
- Reneszánsz kiskastély
- Világháborús emlékművek
- Kálvária-búcsúhely[15]

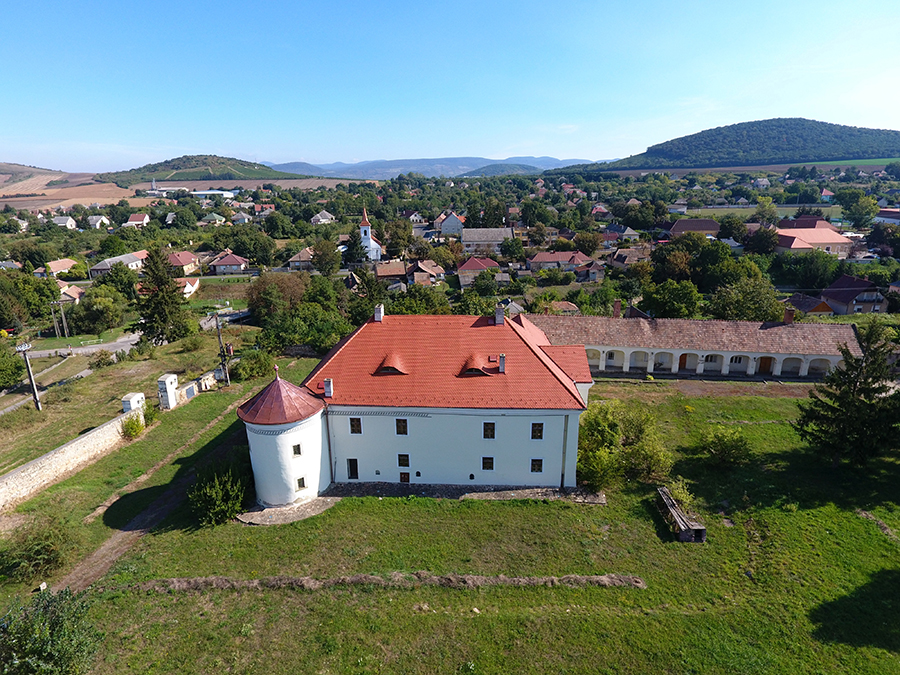
A Monaky-kastély légi felvételen

- A 2005-ben felújított római katolikus templom
- Ingvár tó
- A településen haladva sok jellegzetes tornácos házat láthatunk, amelyek a falu ékességei de mindezek mellett a újabb építészet elemei egészítik ki a falu utcáinak képét
- Hello Wood Merengő Pavilon
- Fodrász Múzeum
- Airsoft Nation http://airsoftnation.infora.hu/kezdolap

## Híres emberek
- Itt született 1802. szeptember 19-én Kossuth Lajos, Magyarország kormányzó-elnöke.
- Itt született Holup János (1923–2001) sportlövő, olimpikon.
- Itt született 1930. november 1-jén Gergely István agrárközgazdász, mezőgazdasági és élelmezésügyi miniszterhelyettes (1967–1972).
- Itt született 1948. január 24-én Németh Miklós miniszterelnök.
- Itt található a Széchenyiek családi kriptája.

## További információk

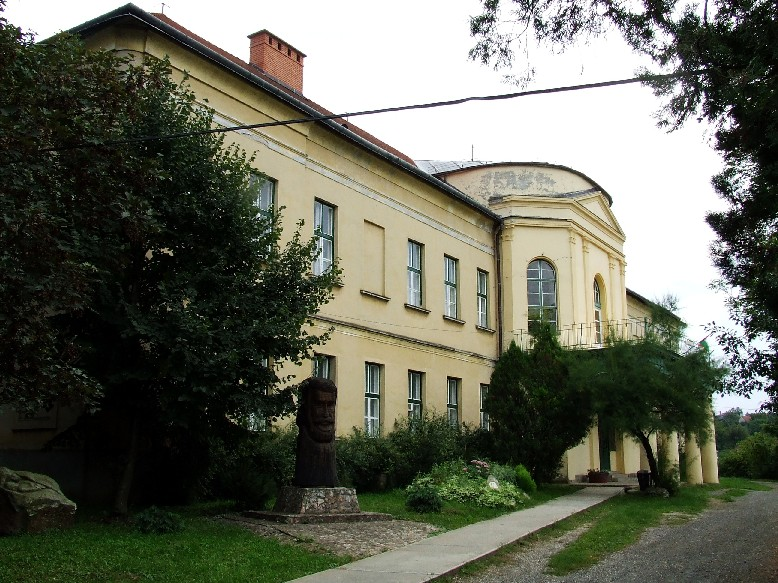
A monoki Andrássy-kastély
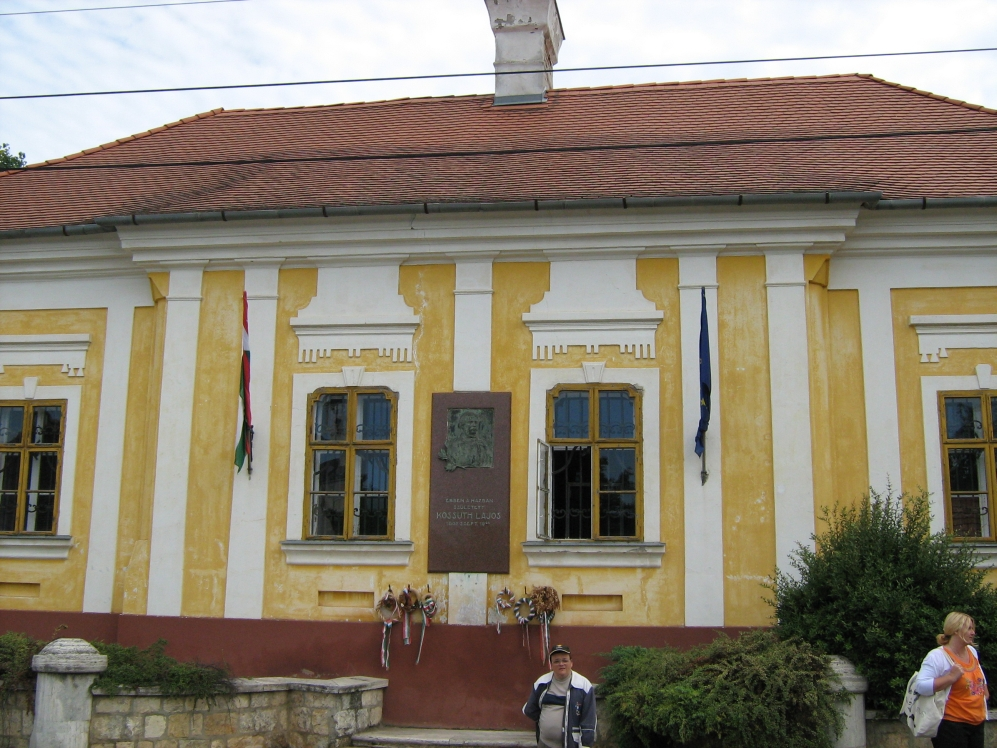
Kossuth szülőháza
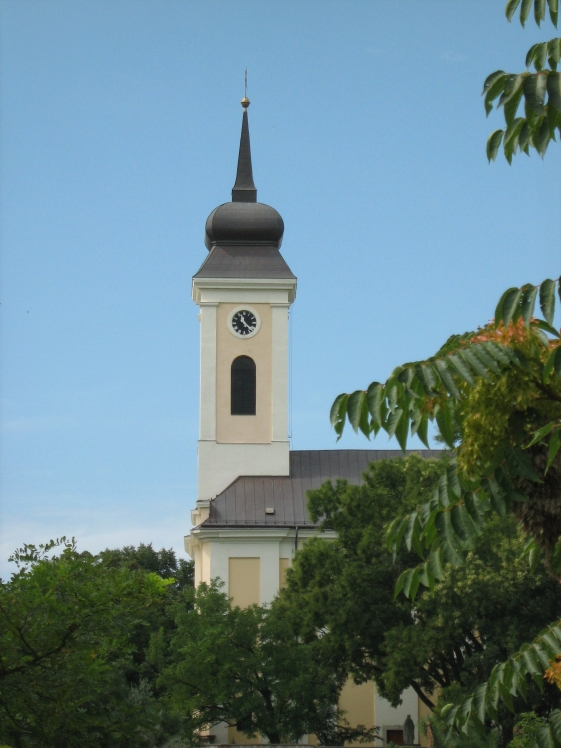
Katolikus templom
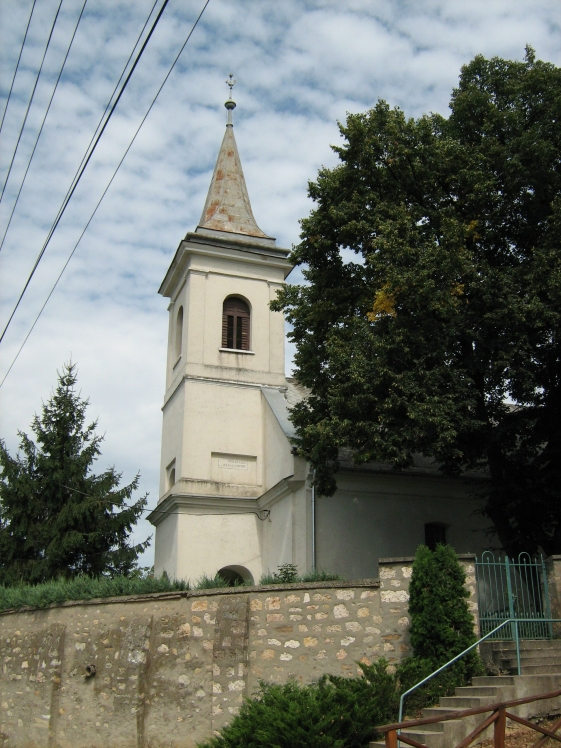
Református templom
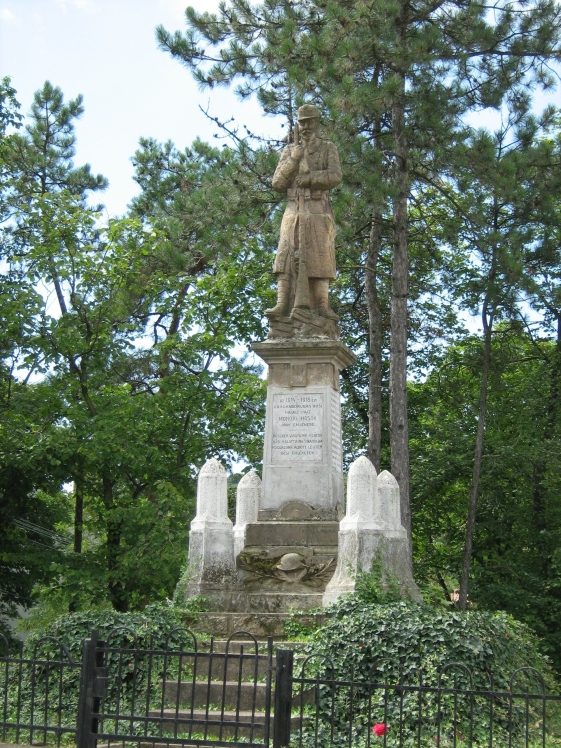
Első világháborús emlékmű